# Cinema ucraino del periodo indipendente
Il cinema ucraino del periodo indipendente è caratterizzato dal crollo dell'industria cinematografica negli anni '90 e i tentativi di ricostruirla tra gli anni 2000 e 2010 a seguito della Dichiarazione di Indipendenza dell'Ucraina avvenuto con il referendum sull'indipendenza del 1991. Sebbene l'industria cinematografica statale fosse in declino, si stavano sviluppando studi cinematografici indipendenti, società di distribuzione e una rete di cinema. Negli anni 2010, il numero di cortometraggi in Ucraina è cresciuto rapidamente grazie allo sviluppo delle tecnologie digitali e alla riduzione dei costi di produzione. Sebbene l'industria cinematografica stesse subendo un crollo in questo periodo, sono numerosi i film ucraini che hanno avuto importanti riconoscimenti nei festival cinematografici internazionali.

## Politica statale dell'Ucraina nel campo della cinematografia
Il 5 agosto 1988, la Verkhovna Rada della SSR ucraina, liquidando il Comitato statale per la cinematografia, ha lasciato l'Ucraina senza un ente statale responsabile dello sviluppo e delle produzioni cinematografiche. Dopo che l'Ucraina ebbe ottenuto la sua indipendenza, Yuriy Illyenko ha cercato di ripristinare tale struttura creando il Fondo statale per la cinematografia ucraina nell'agosto del 1991 e che ha erogato finanziamenti fino a maggio 1993. Derzhkino ha ripreso le sue attività solo nel 2005 a seguito del decreto del Consiglio dei Ministri dell'Ucraina del 22 novembre 2005. Hanna Chmil divenne il primo capo del nuovo Derzhkino .
Il regolamento della politica statale dell'Ucraina sul cinema è stato approvato il 13 gennaio 1998, quando la Verkhovna Rada dell'Ucraina ha adottato la legge ucraina sulla cinematografia. Nel marzo 2017 in Ucraina è stata adottata una nuova legge che prevedeva un sostegno statale per la cinematografia e in base alla quale produzioni ucraine di documentari, film educativi, d'animazione, per bambini, d'autore e di debutto, potevano richiedere il completo finanziamento da parte dello stato della produzione del film.

## Storia della cinematografia ucraina del periodo indipendente

### Cinema ucraino degli anni '90
Negli anni '90, con il crollo dell'Unione Sovietica e la successiva crisi economica, il cinema ucraino iniziò a declinare.
Il numero di spettatori nei cinema diminuì dai 552 milioni all'anno del 1990 ai 5 milioni - del 1999. Viceversa, l'audience dei canali televisivi stava gradualmente crescendo. Il numero dei manifestazioni è diminuito da 27 nel 1990 a 8 nel 1999. Il numero di lungometraggi girati in Ucraina all'anno è diminuito da 45 nel 1992 a 4 nel 2000. Dei 136 film prodotti in Ucraina negli anni '90, ben 82 sono stati girati in russo.
Negli anni '90 sono stati compiuti sforzi per commercializzare il cinema ucraino. La produzione cinematografica è stata spesso commissionata e sponsorizzata da entità commerciali. Questo fatto ha influenzato il contenuto dei film e li ha portati ad avere un carattere più d’intrattenimento. I drammi polizieschi, i film d'avventura ed erotici stavano guadagnando popolarità.
I registi più importanti degli anni '90 sono stati Radomyr Vasylevsky, Mykola Zasieiev-Rudenko, Anatoliy Ivanov, Hryhoriy Kokhan, Oleksandr Muratov, Borys Nebiieridze, Alexander Polynnikov e Dmytro Tomashpolskyi. Kira Muratova si è distinta , negli anni '90, ha prodotto ben cinque film.
All'inizio degli anni '90, le serie TV furono girate attivamente per la televisione ucraina. Roksolana [ uk ] (ucraino: « Роксолана»), regia di Borys Nebiieridze, Love Island [ uk ] (ucraino: « Острів любові», tr.: Ostriv Liubovi), diretto da Oleh Biyma sono stati tra i più popolari.

### Cinema ucraino degli anni 2000
A cavallo degli anni 2000, il film With Fire and Sword (in polacco: «Ogniem i mieczem» ) del regista polacco Jerzy Hoffman, in cui l'attore ucraino Bohdan Stupka interpretava il ruolo di Hetman Bohdan Khmelnytsky, ebbe un enorme successo. Bohdan Stupka divenne il principale attore dello schermo ucraino – ha anche avuto ruoli nella serie storica Black Council (ucraino: «Чорна рада» ) di Mykola Zasieiev-Rudenko (2000) e nel film di Yurii Illienko A Prayer for Hetman Mazepa (ucraino: «Молитва за гетьмана Мазепу» ) (2001).
I temi storici sono diventarono i protagonisti anche nel lavoro del regista Oles Yanchuk. Durante gli anni '90 e la prima metà degli anni 2000, ha realizzato film come Famine-33 (ucraino: «Голод-33» ) (1991) sul tragico destino di una famiglia ucraina durante l'Holodomor, An Autumn Murder in Munich (ucraino: «Атентат –Осіннє вбивство у Мюнхені» ) (1995), The Undefeated (ucraino: «Нескорений») (2000) e The Company of Heroes / The Iron Hundred (ucraino: «Залізна с с с» (2004). Erano un tentativo di trasmettere allo spettatore una convinzione personale del fenomeno e del combattimento dell'esercito ribelle ucraino dal punto di vista di un regista impegnato, presentando una narrativa ideologica secondo i metodi sovietici.
Dal 2004 sono stati girati diversi film sulla rivoluzione arancione. Quella volta è stata ripresa in diversi film, in particolare: The Orange Sky (ucraino: «Помаранчеве небо» ) (2006, diretto da Oleksandr Kyryenko), Stop Revolution/Prorvemos! (ucraino: «Прорвемось!») (2006, diretto da Ivan Kravchyshyn), Orangelove (ucraino: «Оранжлав») (2006, di Alan Badojev).
Tra i film con i maggiori budget dei primi anni 2000 c'è Saffo (ucraino: Сафо) ($ 1,95 milioni).

### Cinema ucraino degli anni 2010
Il secondo decennio del 2000 è stato caratterizzato da un graduale aumento della produzione cinematografica in Ucraina. A causa dello sviluppo della tecnologia, della anche conseguente riduzione dei costi e della domanda del pubblico di prodotti cinematografici nazionali (soprattutto dopo la Rivoluzione della dignità), il numero di film è aumentato significativamente  grazie anche all'apporto di una nuova generazione di registi ucraini e spesso frutto di progetti collettivi tra più registi: Assholes. Arabesques (ucraino: « Мудаки. Арабески»), UUkraine, Goodbye!  (ucraino: « Україно, arrivederci»), Babylon'13 ( ucraino: « Вавилон'13» ).
I festival cinematografici ucraini, in particolare " Molodist ", Odessa International Film Festival, DocuDays UA, Wiz-Art, "Open Night" e "86" stanno diventando elementi importanti nel panorama cinematografico.
La distribuzione cinematografica ucraina sta riscuotendo un successo crescente. I film di maggior successo nei cinema ucraini sono stati Forbidden empire/Viy (ucraino: « Вій» ) (botteghino in Ucraina $ 4,9 milioni), Love in the Big City 3 (ucraino: « Кохання у великому місті 3» ) ($ 3,1 milioni ), 8 migliori date (ucraino: « 8 кращих побачень» ) ($ 3,1 milioni).
Un elemento importante per il successo del cinema ucraino è stata la nuova legge sul sostegno statale per la cinematografia   adottata nel marzo 2017, secondo la quale potevano applicare i documentari ucraini, i film didattici, d'animazione, per bambini, d'autore e di debutto per il pieno finanziamento statale per la produzione.
Proprio nel panorama documentaristico possiamo citare Alisa Kovalenko, membro della European Film Academy e autrice di 4 pellicole spesso a carattere sociopolitico. Coinvolta direttamente nella rivoluzione ucraina del 2014 e poi nella guerra del Dombass, ha mostrato nei suoi girati le vicende turbolente della storia ucraina contemporanea.

### Numero di uscite ucraine nella distribuzione cinematografica
Le statistiche delle uscite di lungometraggi ucraini (lungometraggi e animati) si presentano così     :
- 2006 — 4
- 2007 — 5
- 2008 — 5
- 2009 — 2
- 2010 — 0
- 2011 — 1
- 2012 — 6
- 2013 — 12
- 2014 — 16
- 2015 — 24
- 2016 — 30
- 2017 — 34
- 2018 — 35
- 2019 – 33

## Successo del cinema ucraino ai festival cinematografici internazionali
Dall'inizio del nuovo millennio il cinema ucraino ha visto molte su produzioni venire premiati nei festival internazionali del cinema.
Nel 2001 Taras Tomenko ha vinto il premio della sezione Panorama del Festival di Berlino.
Nel 2003 nella competizione principale della stessa Berlinale (Festival del cinema di Berlino), il film Tram No.9 (ucraino: « Йшов трамвай 9» ) dell'animatore ucraino Stepan Koval è stato premiato con Orso d'argento.
Nel 2005 il film Wayfarers (ucraino: «Подорожн і») del giovane regista ucraino Ihor Strembitsky ha ricevuto la Palma d'Oro del Festival di Cannes.
Nel 2008 Ihor Podolchak ha debuttato al Rotterdam International Film Festival con il film Las Meninas . Successivamente, il film ha partecipato a 27 festival cinematografici internazionali, 10 programmi di concorso e le selezioni ufficiali. Nel 2012 è uscito il suo secondo lungometraggio Delirium . Entrambi i film di Podolchak sono considerati dalla critica come vividi esempi di opere d'arte nel cinema ucraino.  Archiviato il 29 luglio 2014 in Internet Archive.
Nel 2011 Maryna Vroda ha ricevuto la Palma d'Oro al Festival di Cannes per il cortometraggio Cross-Country Run (in ucraino: « Кросс» ).
Nel 2009 il secondo cortometraggio di Myroslav Slaboshpytskyi, Diagnosis (in ucraino: « Діагноз» ), è stato selezionato per il Festival di Berlino. Nel febbraio 2010, il nuovo cortometraggio di Slaboshpytskyi Deafness (in ucraino: « Глухота» ) entra nel programma del concorso della Berlinale.
Nel 2012, il cortometraggio di 23 minuti di Myroslav Slaboshpytskyi (ucraino: « Ядерні відходи»), girato come parte del progetto Ucraina, Goodbye!  (ucraino: « Україно, arrivederci !»), ha vinto il Pardo d'argento al Festival Internazionale del Film di Locarno.
Nel 2014 il film di Myroslav Slaboshpytskyi The Tribe (in ucraino: « Плем'я» ) ha partecipato al concorso della Settimana della critica del Festival di Cannes e ricevendo tre premi contemporaneamente: il Gan Foundation Prize, il Discovery Prize e il Grand Prix.
Nel 2017 nella sezione parallela Generation 14plus della Berlinale il film School No.3 (ucraino: « Школа №3»), diretto da Georg Geno e Lisa Smith, ha vinto il Grand Prix. E il regista slovacco Peter Bebiak ha ricevuto il premio come miglior regista per il film ucraino-slovacco Borde r (in ucraino: « Межа» ) al Festival Internazionale del Cinema di Karlovy Vary.
Nel 2018 il film Donbass (ucraino: « Донбасс»), di Serhij Volodymyrovyč Loznycja, ha vinto il Premio per il miglior lavoro di regia nel programma speciale del Festival di Cannes.
Nel 2019, il film di Antonio Lukic, My Thoughts are Silent (in ucraino: « Мої думки тих і») ha vinto il Premio Speciale della Giuria al 54º Festival Internazionale del Cinema di Karlovy Vary.  Archiviato il 18 marzo 2020 in Internet Archive.
Nel 2020 Iryna Tsilyk, con il documentario The Earth Is Blue as an Orange (in ucraino: « Земля блакитна, ніби апельсин» ), ha ricevuto il premio come miglior regista al Sundance Film Festival.
Nel 2024 il cortometraggio animato Landscapes for Freedom dal regista argentino Nicolás Isasi é una coproduzione ucraino-portoghese con un mesaggio di pace e speranza al mondo, basato sul trittico “Diving into the Earth” dell'artista ucraina Olena Morkhovska, con musica del compositore italiano Matteo Ramon Arevalos e poesia di Ivan Franko. Landscapes for Freedom è stato proiettato in Inghilterra, Ucraina e Italia, selezionato al Frome International Climate Film Festival, Dispatches of War, al BCT – Festival Benevento Cinema e Televisione e semifinalista al Batangas Balisong Film Festival nelle Filippine. 
Nel 2024 Mstyslav Černov con 20 Days in Mariupol ha vinto l' Oscar al miglior documentario. Precedentemente, nel 2023, il film è stato il primo film ucraino ad entrare nella "short-list" dei nove candidati per l' Oscar al miglior film in lingua straniera.